# Um Passo em Frente, Dois Passos Atrás
Um Passo em Frente, Dois Passos Atrás: A Crise no Nosso Partido (em russo, Шагъ вперёдъ, два шага назадъ) é uma obra escrita por Lenin, publicada em maio de 1904. Aqui, Lenin defende o seu papel no II Congresso do Partido Operário Social-Democrata Russo, realizado em Bruxelas e Londres, de 30 de julho a 23 de agosto de 1903. Lenin analisa as circunstâncias que resultaram em uma divisão no partido entre uma facção bolchevique ("maioria") liderada por ele e uma menchevique ("minoria"), liderada por Julius Martov.